# Магха (месяц)
Ма́гха (санскр. माघ) — месяц индуистского календаря. В едином национальном календаре Индии магха является одиннадцатым месяцем года, начинающимся 21 января и оканчивающимся 19 февраля. В нём 30 дней.
В солнечных религиозных календарях месяц пауша начинается со вхождения Солнца в созвездие Козерога.
В Северной Индии в месяц магха проводится Магха-мела, известный фестиваль. В четырнадцатую ночь тёмной половины этого месяца проводится Шиваратри («ночь Шивы»), фестиваль в честь Шивы. Изображение этого бога украшается цветами, и это приносит, по поверьям, счастье людям. В пятый день светлой половины месяца магха происходит Шрипанчами, праздник в честь богини Сарасвати. В этот день поклоняются книгам и всему написанному.